# Henry Rollins
Henry Rollins, pseudonimo di Henry Lawrence Garfield (Washington, 13 febbraio 1961) è un cantante, compositore, attore, scrittore, comico, attivista, conduttore televisivo e conduttore radiofonico statunitense.
È conosciuto soprattutto per essere stato il frontman del gruppo hardcore punk Black Flag. È considerato una figura cardine nella scena hardcore punk californiana e una delle icone di culto del rock alternativo statunitense e mondiale.

## Biografia
Crebbe a Washington, D.C. da genitori divorziati di famiglia benestante. La sua infanzia viene segnata da reiterati episodi di violenza sessuale. Da adolescente soffrì di depressione, bassa autostima e complessi di natura sessuale. Gli venne in seguito diagnosticata una forma di iperattività e gli vennero prescritte massicce dosi di Ritalin per permettergli di concentrarsi nello studio.
Frequentò la scuola militare Bullis School di Washington, dove si dedicò al culturismo e alla scrittura. Dopo la scuola superiore, venne introdotto al punk grazie all'amico Ian MacKaye (in seguito diventato membro di Minor Threat e Fugazi). In seguito si unì agli State of Alert come cantante; il gruppo pubblicò un EP pubblicato dalla casa discografica Dischord Records, prima di sciogliersi.

### Black Flag
Nel 1981 diventò grande fan del gruppo Black Flag il quale, in cerca di un cantante, decise di assumerlo ufficialmente dopo una prova sul palco. La sua personalità energica e intensa fecero di lui il perfetto uomo di punta della band; fu qui che Garfield cambiò il cognome in Rollins.
Rollins ha cantato e scritto per i Black Flag dal 1981 al 1986, anno del loro scioglimento. Sotto la sua influenza, la musica del gruppo ha subito drastici cambiamenti, allontanandosi dall'hardcore punk degli esordi. Affiancandosi all'altro principale autore dei testi, Greg Ginn, Rollins ha poi scritto molte canzoni per il gruppo.

### Rollins Band e attività editoriale

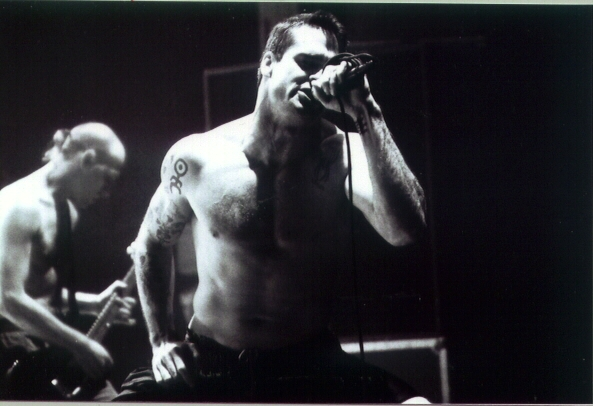
Henry Rollins con la Rollins Band

Durante la sua permanenza nei Black Flag, Rollins tenne alcuni diari con pensieri ed esperienze, che verranno pubblicati nel 1994 in Get in the Van, la versione audio del quale gli permise di vincere un Grammy Award. Successivamente alla pubblicazione di altri diari, Rollins fonderà una propria casa editrice, la 2.13.61, così chiamata dalla sua data di nascita. Pubblicherà nove album con la 2.13.61, e molti con altre case discografiche. La 2.13.61 pubblicherà anche libri di Rollins, Joe Cole, Nick Zedd, Nick Cave e Michael Gira, oltre ad album della Rollins Band, Exene Cervenka, Hubert Selby Jr., The Birthday Party e The Gun Club e anche di artisti free-jazz, tra cui Matthew Shipp e Roscoe Mitchell, dei quali Rollins è grande fan.
Verso la metà degli anni ottanta Rollins decise di produrre un disco di Charles Manson con l'aiuto della SST Records, la casa discografica dei Black Flag. Il progetto non andò in porto a causa di diverse minacce di morte ricevute dalla SST. Il disco, dal titolo Completion esiste solo in cinque copie, due delle quali in possesso di Rollins.
Dopo lo scioglimento dei Black Flag all'inizio del 1986, Rollins pubblica un album solista e un EP con il chitarrista Chris Haskett. Alla formazione si aggiungono gli ex membri dei Gone Andrew Weiss e Sim Cain e il gruppo prende il nome di Rollins Band, che ottiene discreto successo con gli album The End of Silence del 1992 e Weight del 1994.
Nel dicembre 1991, nel corso di una rapina in casa, il suo grande amico e coinquilino Joe Cole rimase ucciso da un colpo di pistola alla testa, mentre Rollins riuscì a mettersi in salvo. Rollins, profondamente segnato dalla tragedia, dedicherà la maggior parte delle sue opere successive (a partire proprio da The End Of Silence) alla memoria di Cole.
Nel frattempo Rollins aveva ottenuto ruoli in alcuni film e in show televisivi, diventando anche VJ su MTV. Nel 1991 registra una cover di Let There Be Rock degli AC/DC con gli Hard-Ons.
Sin dagli ultimi anni nei Black Flag, Rollins iniziò a fare tour come artista spoken-word, concentrandosi soprattutto su tematiche sociali, oltre a raccontare le sue esperienze di vita. La sua combinazione di umorismo autoironico e discussione seria di importanti questioni sociali gli ha permesso di guadagnare molta popolarità.

### Radio, televisione e cinema
Nel 1995 recita la parte del medico nel film Johnny Mnemonic, basato sull'omonimo racconto cyberpunk di William Gibson, al fianco di Keanu Reeves. Nel 2004 Rollins condusse uno show radiofonico settimanale, Harmony in My Head, dal titolo di un brano dei Buzzcocks, sulla radio Indie 103.1 di Los Angeles, nel quale proponeva un assortimento di rock, punk, rap e jazz. Il programma verrà sospeso a tempo indeterminato per permettere a Rollins di intraprendere uno dei suoi tour di spoken-word, e verrà ripreso nel 2006; gli archivi dello show sono scaricabili in formato mp3 archives da rollins-archive.com, un sito che Rollins ha approvato sul blog dello show.
Dal 2006 al 2007 ha condotto su IFC The Henry Rollins Show, uno show televisivo in cui oltre a recitare propri monologhi intervistava celebrità e faceva esibire vari ospiti musicali.
Tra film per il cinema e sceneggiati per la televisione, Rollins ha finora recitato in oltre 50 produzioni. Nel 2009 entra nel cast della seconda stagione della serie televisiva statunitense Sons of Anarchy, nel quale interpreta il ruolo di un neonazista.

### Attivismo
Rollins è impegnato in innumerevoli cause, prima fra tutte quella per i diritti gay. Ciò ha portato molti a sospettare una sua omosessualità latente, sebbene egli abbia sempre smentito. Nel 2004 è stato il presentatore del Wedrock Benefit Concert, un'iniziativa per il riconoscimento dei matrimoni omosessuali.
Pur dichiarandosi contrario alla guerra, nel 2003 ha seguito le truppe statunitensi in Iraq per intrattenerle con degli spettacoli one-man show, affermando che i soldati possono perdere il contatto con la realtà ed è importante non tagliarli fuori dal mondo. Per la stessa ragione ha collaborato con la Iraq and Afghanistan Veterans of America, un'associazione nata per aiutare i reduci a reintegrarsi nella società.
Altre cause che lo hanno visto coinvolto sono state il caso dei West Memphis Three e il disastro di Bhopal; inoltre ha deplorato la nuova esplosione dei conflitti razziali negli Stati Uniti.
Nel 2016, in vista delle elezioni presidenziali, ha sostenuto la candidatura di Bernie Sanders.

## Discografia

### Album da solista
- 1987 – Hot Animal Machine
- 1987 – Drive by Shooting

### Album: Spoken Word
- 1985 – Short Walk on a Long Pier
- 1987 – Big Ugly Mouth
- 1989 – Sweatbox
- 1990 – Live at McCabe's
- 1992 – Human Butt
- 1992 – Deep Throat
- 1993 – The Boxed Life
- 1994 – Get in the Van: On the Road with Black Flag (audio libro)
- 1996 – Everything (audio libro)
- 1997 – Black Coffee Blues (audio libro)
- 1998 – Think Tank
- 1999 – Eric the Pilot
- 2001 – A Rollins in the Wry
- 2001 – Live at the Westbeth Theater
- 2003 – Talk Is Cheap Vol.I
- 2003 – Talk Is Cheap Vol.II
- 2004 – Nights Behind the Tree Line
- 2004 – Talk Is Cheap vol.III
- 2004 – Talk Is Cheap Vol IV

### DVD: Spoken Word
- 1998 – You Saw Me Up There
- 2001 – Talking from the Box/Live in London
- 2001 – Up for It
- 2003 – Live @ Luna Park
- 2006 – Shock & Awe
- 2006 – Live in the Conversation Pit (Australia)
- 2006 – Live in the Conversation Pit (USA)

### Con gli State of Alert
- 1981 – No Policy

### Con i Misfits
- 1982 – Evilive (guest vocals)

### Con i Black Flag
- 1981 – Damaged
- 1982 – TV Party
- 1984 – My War
- 1984 – Slip It In
- 1984 – Family Man
- 1984 – Live '84
- 1985 – Loose Nut
- 1985 – In My Head
- 1986 – Who's Got the 10½?
- 1987 – Wasted...Again
- 1989 – I Can See You
- 1990 – Annihilate This Week

### Con la Rollins Band
- 1988 – Do It
- 1988 – Life Time
- 1989 – Hard Volume
- 1990 – Turned On (live)
- 1992 – The End of Silence
- 1994 – Weight
- 1997 – Come In and Burn
- 1999 – Insert Band Here: Live In Australia 1990
- 2000 – Get Some Go Again
- 2000 – A Clockwork Orange Stage (live)
- 2000 – Yellow Blues
- 2001 – Nice
- 2001 – A Nicer Shade of Red
- 2002 – The Only Way to Know For Sure (live)
- 2002 – Rise Above: 24 Black Flag Songs to Benefit the West Memphis Three
- 2004 – Come in and Burn Sessions
- 2005 – Get Some Go Again Sessions

### Con i Wartime
- 1990 – Fast Food For Thought

### Con i The Flaming Lips
- 2009 – Doing The Dark Side Of The Moon

### Con i Minor Threat
- 2003 – First Demo Tape (voce secondaria nel ruolo di "Henry Garfield" registrato nel 1981)

### Altri lavori
- 1990 – Kick Out the Jams (cover MC5, registrata con i Bad Brains sulla colonna sonora Pump Up the Volume .
- 1991 – Let There Be Rock (singolo registrato con i Hard-Ons)
- 1993 – Bottom (registrato con i Tool sull'album Undertow)
- 1993 – Wild America (registrato con Iggy Pop sull'album American Caesar)
- 1995 – Sexual Military Dynamics (registrato con Mike Watt sull'album Ball-Hog or Tugboat?)
- 1996 – Delicate Tendrils (registrato con Les Claypool e Holy Mackerel sull'album Highball with the Devil)
- 1997 – T-4 Strain (Henry Rollins & Goldie)
- 1998 – War (Bone Thugs-n-Harmony & Edwin Star)
- 2000 – Laughing Man (In the Devil Mask) (registrato con Tony Iommi sull'album Iommi)
- 2004 – I Can't Get Behind That (registrato con William Shatner sull'album Has Been)

## Filmografia

### Cinema
- Sesso e fuga con l'ostaggio (The Chase), regia di Adam Rifkin (1994)
- Johnny Mnemonic, regia di Robert Longo (1995)
- Heat - La sfida (Heat), regia di Michael Mann (1995)
- Strade perdute (Lost Highway), regia di David Lynch (1997)
- Jack Frost, regia di Troy Miller (1998)
- Morgan's Ferry, regia di Sam Pillsbury (1999)
- Scene da un crimine (Scenes of the Crime), regia di Dominique Forma (2001)
- Dogtown and Z-Boys, regia di Stacy Peralta (2001) – documentario
- Un ragazzo tutto nuovo (The New Guy), regia di Ed Decter (2002)
- Jackass: The Movie, regia di Jeff Tremaine (2002)
- Bad Boys II, regia di Michael Bay (2003)
- Feast, regia di John Gulager (2005)
- Jackass Number Two, regia di Jeff Tremaine (2006)
- The Alibi, regia di Matt Checkowski e Kurt Mattila (2006)
- Wrong Turn 2 - Senza via di uscita (Wrong Turn 2: Dead End), regia di Joe Lynch (2007)
- Devil's Tomb - A caccia del diavolo (The Devil's Tomb), regia di Jason Connery (2009)
- Suck, regia di Rob Stefaniuk (2009)
- He Never Died, regia di Jason Krawczyk (2015)
- The Last Heist, regia di Mike Mendez (2016)
- Music, regia di Sia (2021)

### Televisione
- The Drew Carey Show – serie TV, episodio 8x05 (2002)
- Californication – serie TV, episodio 1x05 (2007)
- Sons of Anarchy – serie TV, 10 episodi (2009)
- Hawaii Five-0 – serie TV, episodio 3x22 (2013)
- Stitchers – serie TV, episodio 1x10 (2015)
- Con Man – serie web, 6 episodi (2015-2017)
- You're the Worst – serie TV, episodio 2x12 (2015)
- Z Nation – serie TV, episodi 4x01-4x02-4x03 (2017)
- Portlandia – serie TV, episodio 8x01 (2018)
- Deadly Class – serie TV, episodi 1x01-1x02-1x03 (2018-2019)
- Now Apocalypse – serie TV, episodi 1x02-1x05 (2019)

## Doppiatori italiani
Nelle versioni in italiano delle opere in cui ha recitato, Henry Rollins è stato doppiato da:
- Oreste Baldini in Sesso e fuga con l'ostaggio
- Francesco Pannofino in Johnny Mnemonic
- Luigi Ferraro in Strade perdute
- Saverio Indrio in The Alibi
- Roberto Draghetti in Wrong Turn 2 - Senza via di uscita
- Andrea Lavagnino in Sons of Anarchy
- Fabrizio Russotto in Z Nation